# Saint-Vidal
Pour les articles homonymes, voir Vidal.
Saint-Vidal est une commune française située dans le département de la Haute-Loire en région Auvergne-Rhône-Alpes.
Ses habitants sont les Saintvidaloises et les Saintvidalois.

## Géographie

### Localisation
La commune de Saint-Vidal se trouve dans le département de la Haute-Loire, en région Auvergne-Rhône-Alpes.
Elle se situe à quelques km par la route du Puy-en-Velay, préfecture du département, et à quelques autres de Saint-Paulien, bureau centralisateur du canton de Saint-Paulien dont dépend la commune depuis 2015 pour les élections départementales.
Les communes les plus proches sont : 
Borne (2,8 km), Sanssac-l'Église (3,1 km), Chaspuzac (4,1 km), Loudes (4,3 km), Polignac (4,7 km), Ceyssac (5,0 km), Blanzac (5,0 km), Espaly-Saint-Marcel (5,7 km).
| Loudes    | Borne            | Saint-Paulien |
| Chaspuzac | Saint-Vidal      | Polignac      |
|           | Sanssac-l'Église |               |

### Climat
Pour des articles plus généraux, voir Climat d'Auvergne-Rhône-Alpes et Climat de la Haute-Loire.
En 2010, le climat de la commune est de type climat des marges montargnardes, selon une étude du Centre national de la recherche scientifique s'appuyant sur une série de données couvrant la période 1971-2000. En 2020, Météo-France publie une typologie des climats de la France métropolitaine dans laquelle la commune est exposée à un climat de montagne ou de marges de montagne et est dans la région climatique Sud-est du Massif Central, caractérisée par une pluviométrie annuelle de 1 000 à 1 500 mm, minimale en été, maximale en automne.
Pour la période 1971-2000, la température annuelle moyenne est de 9,2 °C, avec une amplitude thermique annuelle de 16,2 °C. Le cumul annuel moyen de précipitations est de 695 mm, avec 8,2 jours de précipitations en janvier et 7,1 jours en juillet. Pour la période 1991-2020, la température moyenne annuelle observée sur la station météorologique de Météo-France la plus proche, « Le Puy-Loudes », sur la commune de Chaspuzac à 4 km à vol d'oiseau, est de 9,1 °C et le cumul annuel moyen de précipitations est de 682,4 mm,. Pour l'avenir, les paramètres climatiques de la commune estimés pour 2050 selon différents scénarios d'émission de gaz à effet de serre sont consultables sur un site dédié publié par Météo-France en novembre 2022.

### Villages, hameaux, lieux-dits, écarts
Les villages, écarts, lieux-dits : Bleu, Chazelle, Grazac, Locussol.

## Urbanisme

### Typologie
Au 1er janvier 2024, Saint-Vidal est catégorisée commune rurale à habitat dispersé, selon la nouvelle grille communale de densité à sept niveaux définie par l'Insee en 2022.
Elle est située hors unité urbaine. Par ailleurs la commune fait partie de l'aire d'attraction du Puy-en-Velay, dont elle est une commune de la couronne,. Cette aire, qui regroupe 59 communes, est catégorisée dans les aires de 50 000 à moins de 200 000 habitants,.

### Occupation des sols
L'occupation des sols de la commune, telle qu'elle ressort de la base de données européenne d’occupation biophysique des sols Corine Land Cover (CLC), est marquée par l'importance des territoires agricoles (71,8 % en 2018), en diminution par rapport à 1990 (83,2 %). La répartition détaillée en 2018 est la suivante : 
zones agricoles hétérogènes (36,9 %), prairies (27,6 %), forêts (18,7 %), zones urbanisées (9,5 %), terres arables (7,3 %). L'évolution de l’occupation des sols de la commune et de ses infrastructures peut être observée sur les différentes représentations cartographiques du territoire : la carte de Cassini (XVIIIe siècle), la carte d'état-major (1820-1866) et les cartes ou photos aériennes de l'IGN pour la période actuelle (1950 à aujourd'hui).

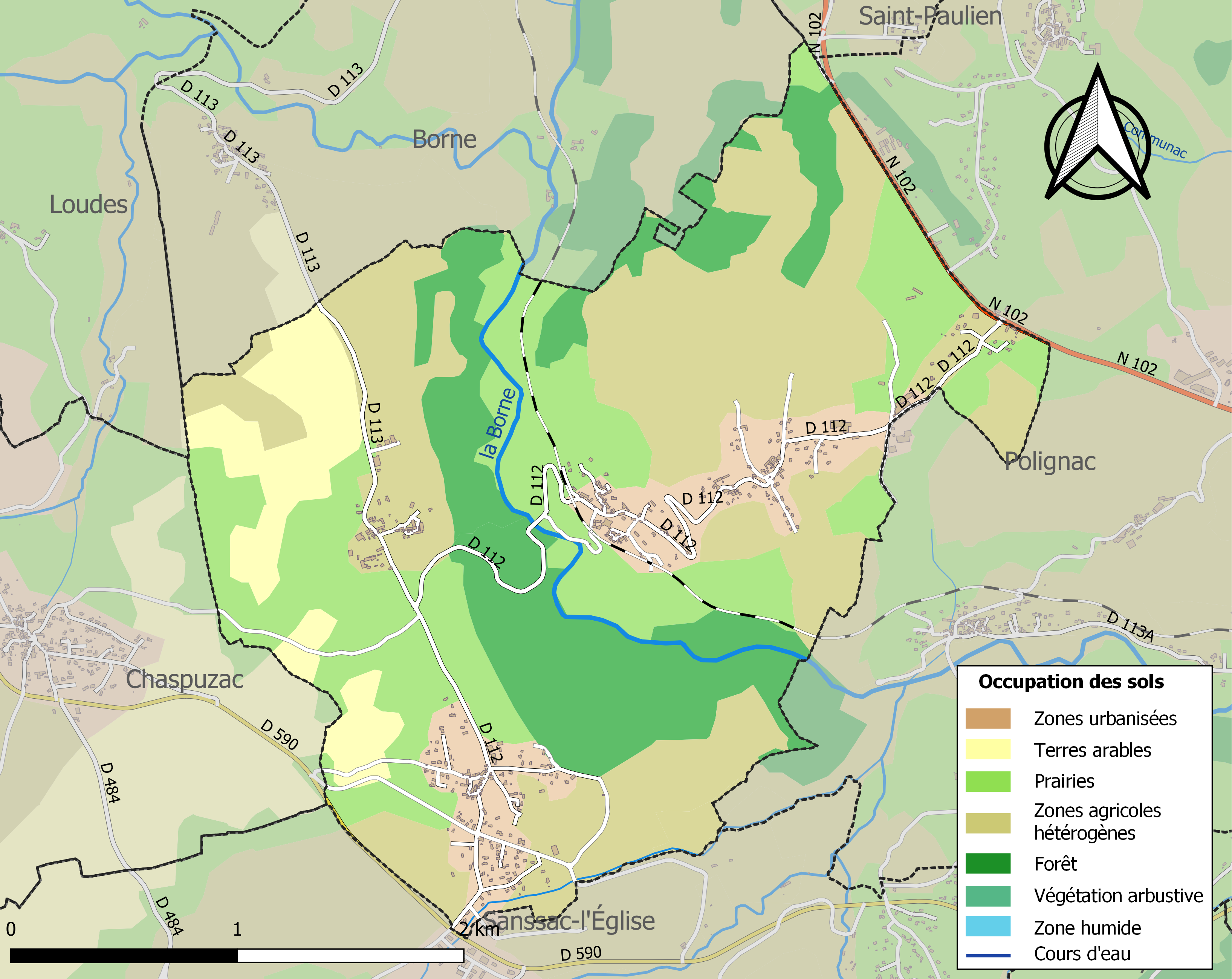
Carte des infrastructures et de l'occupation des sols de la commune en 2018 (CLC).

### Habitat et logement
En 2018, le nombre total de logements dans la commune était de 289, alors qu'il était de 264 en 2013 et de 210 en 2008.
Parmi ces logements, 82,9 % étaient des résidences principales, 6,8 % des résidences secondaires et 10,3 % des logements vacants. Ces logements étaient pour 95,3 % d'entre eux des maisons individuelles et pour 4,7 % des appartements.
Le tableau ci-dessous présente la typologie des logements à Saint-Vidal en 2018 en comparaison avec celle de la Haute-Loire et de la France entière. Une caractéristique marquante du parc de logements est ainsi une proportion de résidences secondaires et logements occasionnels (6,8 %) inférieure à celle du département (16,1 %) mais supérieure à celle de la France entière (9,7 %). Concernant le statut d'occupation de ces logements, 79,8 % des habitants de la commune sont propriétaires de leur logement (81,6 % en 2013), contre 70 % pour la Haute-Loire et 57,5 pour la France entière.
| Typologie                                               | Saint-Vidal | Haute-Loire | France entière |
| ------------------------------------------------------- | ----------- | ----------- | -------------- |
| Résidences principales (en %)                           | 82,9        | 71,5        | 82,1           |
| Résidences secondaires et logements occasionnels (en %) | 6,8         | 16,1        | 9,7            |
| Logements vacants (en %)                                | 10,3        | 12,4        | 8,2            |

## Toponymie
Anciennes mentions : Sanctus Vitalis (1208), Sainct-Vital (1572), La Pinide, la Pénide (1793).
Composé de saint et de Vidal, de l’occitan Sant Vidal, apparenté à saint Vital de Ravenne.

## Histoire
Rien n'indique que le site est occupé dans la Préhistoire ou l'Antiquité. Cependant, la capitale des Vellaves, Ruessio, qui est encore la principale ville de la région du Ier au IIIe siècle sous le nom de Ruessium, se trouve à 6,8 km au Nord, et la ville qui prend ensuite de l'importance, Anicium, se trouve à 7,5 km au sud-est (à vol d'oiseau, de centre à centre).
Les épées retrouvées au Cheylounet, lieu-dit de Saint-Vidal, sont datées de 1800-1450 avant J.-C. (Archéologie protohistorique en Haute-Loire) .
Origine du nom : le nom de la commune vient de saint Vidal (ou Vital) auquel l'église, qui était la chapelle du château, est dédiée.
Le château, qui était à l'origine une maison-forte, fut bâti au XIIe siècle (et transformé en véritable forteresse lors des guerres de Religion), et la seigneurie de Saint-Vidal est attestée dès cette époque, le nom d'origine des premiers seigneurs étant Goudet. Elle passe à la fin du XIIIe siècle dans la famille de La Tour, seigneurs de Barges, par le mariage d'Adhémare (sans doute sœur de Guigon de Goudet, seigneur de Saint-Vidal) avec Hugues de La Tour, seigneur de Barges. La famille de La Tour prit alors le nom de La Tour Saint Vidal, et en 1288 le seigneur de Polignac laisse à Hugues de La Tour la justice seigneuriale du lieu, la famille de la Tour prend alors le titre de baron et conserve la seigneurie jusqu'à la fin du XVIe siècle.
Après la mort (dans le cadre des combats à Espaly) en janvier 1591 d'Antoine II de La Tour Saint-Vidal, gouverneur du Gévaudan et du Velay, dernier membre de la famille de la Tour Saint-Vidal, la baronnie passe à la Famille de Rochefort d'Ailly qui en prend le nom, par le mariage en 1582 de sa fille Claire avec Claude de Rochefort d’Ailly.
Pierre-Joseph de Rochefort-d'Ailly vend vers 1765 la terre de Saint-Vidal à Louis-Augustin Porral, conseiller en la sénéchaussée et siège présidial du Puy.
Au cours de la période révolutionnaire, la commune porte le nom de La Pénide.

## Politique et administration

### Découpage territorial
La commune de Saint-Vidal est membre de la communauté d'agglomération du Puy-en-Velay, un établissement public de coopération intercommunale (EPCI) à fiscalité propre créé le 26 décembre 2016 dont le siège est à Le Puy-en-Velay. Ce dernier est par ailleurs membre d'autres groupements intercommunaux.
Sur le plan administratif, elle est rattachée à l'arrondissement du Puy-en-Velay, au département de la Haute-Loire, en tant que circonscription administrative de l'État, et à la région Auvergne-Rhône-Alpes.
Sur le plan électoral, elle dépend du canton de Saint-Paulien pour l'élection des conseillers départementaux, depuis le redécoupage cantonal de 2014 entré en vigueur en 2015, et de la deuxième circonscription de la Haute-Loire   pour les élections législatives, depuis le redécoupage électoral de 1986.

### Liste des maires
| Période                                  | Période  | Identité     | Étiquette | Qualité |
| ---------------------------------------- | -------- | ------------ | --------- | ------- |
| Les données manquantes sont à compléter. |          |              |           |         |
| avant 1981                               | ?        | Pierre Coste |           |         |
| mars 2001                                | En cours | Gérard Gros  |           |         |

## Population et société

### Démographie

#### Évolution démographique
L'évolution du nombre d'habitants est connue à travers les recensements de la population effectués dans la commune depuis 1793. Pour les communes de moins de 10 000 habitants, une enquête de recensement portant sur toute la population est réalisée tous les cinq ans, les populations de référence des années intermédiaires étant quant à elles estimées par interpolation ou extrapolation. Pour la commune, le premier recensement exhaustif entrant dans le cadre du nouveau dispositif a été réalisé en 2006.

En 2022, la commune comptait 609 habitants, en évolution de +2,01 % par rapport à 2016 (Haute-Loire : +0,36 %, France hors Mayotte : +2,11 %).
| 1793 | 1800 | 1806 | 1821 | 1831 | 1836 | 1841 | 1846 | 1851 |
| ---- | ---- | ---- | ---- | ---- | ---- | ---- | ---- | ---- |
| 377  | 320  | 365  | 427  | 425  | 399  | 414  | 425  | 443  |

| 1856 | 1861 | 1866 | 1872 | 1876 | 1881 | 1886 | 1891 | 1896 |
| ---- | ---- | ---- | ---- | ---- | ---- | ---- | ---- | ---- |
| 440  | 452  | 447  | 574  | 423  | 425  | 466  | 504  | 494  |

| 1901 | 1906 | 1911 | 1921 | 1926 | 1931 | 1936 | 1946 | 1954 |
| ---- | ---- | ---- | ---- | ---- | ---- | ---- | ---- | ---- |
| 436  | 436  | 412  | 366  | 354  | 353  | 331  | 248  | 292  |

| 1962 | 1968 | 1975 | 1982 | 1990 | 1999 | 2006 | 2011 | 2016 |
| ---- | ---- | ---- | ---- | ---- | ---- | ---- | ---- | ---- |
| 255  | 236  | 242  | 278  | 319  | 355  | 434  | 540  | 597  |

| 2021 | 2022 | - | - | - | - | - | - | - |
| ---- | ---- | - | - | - | - | - | - | - |
| 609  | 609  | - | - | - | - | - | - | - |

#### Pyramide des âges
La population de la commune est relativement jeune.
En 2018, le taux de personnes d'un âge inférieur à 30 ans s'élève à 37,9 %, soit au-dessus de la moyenne départementale (31,0 %). À l'inverse, le taux de personnes d'âge supérieur à 60 ans est de 18,0 % la même année, alors qu'il est de 31,1 % au niveau départemental.
En 2018, la commune comptait 322 hommes pour 288 femmes, soit un taux de 52,79 % d'hommes, largement supérieur au taux départemental (49,13 %).
Les pyramides des âges de la commune et du département s'établissent comme suit.
| Hommes | Classe d’âge | Femmes |
| ------ | ------------ | ------ |
| 0,7    | 90 ou +      | 0,4    |
| 3,9    | 75-89 ans    | 6,5    |
| 13,5   | 60-74 ans    | 11,2   |
| 19,5   | 45-59 ans    | 22,5   |
| 22,4   | 30-44 ans    | 23,9   |
| 13,9   | 15-29 ans    | 13,8   |
| 26,0   | 0-14 ans     | 21,7   |

| Hommes | Classe d’âge | Femmes |
| ------ | ------------ | ------ |
| 0,9    | 90 ou +      | 2,5    |
| 8,4    | 75-89 ans    | 11,7   |
| 20,4   | 60-74 ans    | 20,5   |
| 21,3   | 45-59 ans    | 20,3   |
| 16,8   | 30-44 ans    | 16,3   |
| 15,2   | 15-29 ans    | 13,2   |
| 17     | 0-14 ans     | 15,6   |

## Économie

### Revenus
En 2018, la commune compte 242 ménages fiscaux, regroupant 633 personnes. La médiane du revenu disponible par unité de consommation est de 21 970 € (20 800 € dans le département).

### Emploi
| Division       | 2008  | 2013  | 2018  |
| -------------- | ----- | ----- | ----- |
| Commune        | 3,6 % | 4,9 % | 4,5 % |
| Département    | 6,3 % | 7,7 % | 7,7 % |
| France entière | 8,3 % | 10 %  | 10 %  |

En 2018, la population âgée de 15 à 64 ans s'élève à 385 personnes, parmi lesquelles on compte 83,2 % d'actifs (78,6 % ayant un emploi et 4,5 % de chômeurs) et 16,8 % d'inactifs,. Depuis 2008, le taux de chômage communal (au sens du recensement) des 15-64 ans est inférieur à celui de la France et du département.
La commune fait partie de la couronne de l'aire d'attraction du Puy-en-Velay, du fait qu'au moins 15 % des actifs travaillent dans le pôle,. Elle compte 67 emplois en 2018, contre 66 en 2013 et 97 en 2008. Le nombre d'actifs ayant un emploi résidant dans la commune est de 306, soit un indicateur de concentration d'emploi de 21,9 % et un taux d'activité parmi les 15 ans ou plus de 69,9 %.
Sur ces 306 actifs de 15 ans ou plus ayant un emploi, 41 travaillent dans la commune, soit 13 % des habitants. Pour se rendre au travail, 91 % des habitants utilisent un véhicule personnel ou de fonction à quatre roues, 0,7 % les transports en commun, 2,9 % s'y rendent en deux-roues, à vélo ou à pied et 5,3 % n'ont pas besoin de transport (travail au domicile).

## Culture locale et patrimoine

### Lieux et monuments

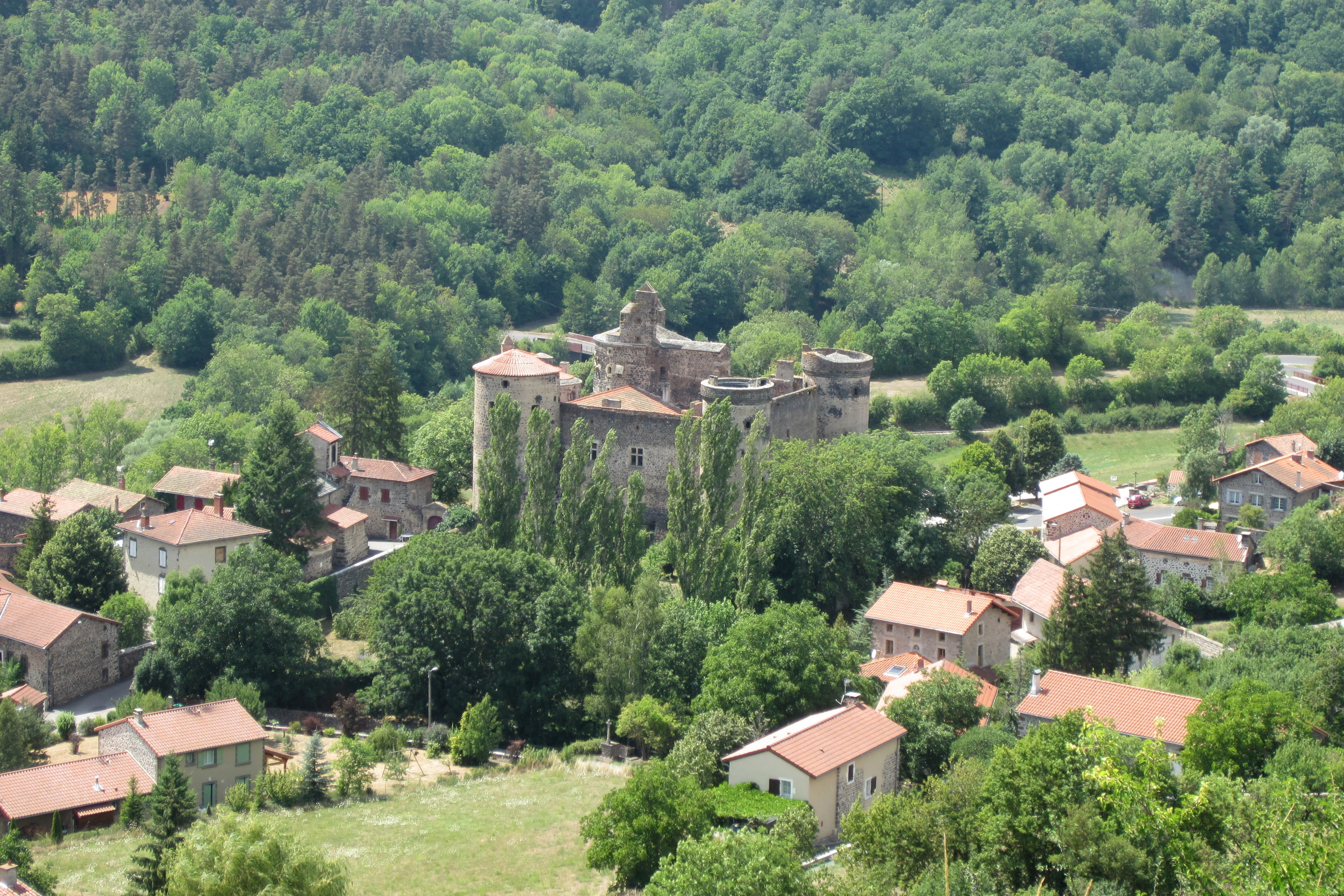
Vue du château de Saint-Vidal

- Le château de Saint-Vidal, dont les origines remontent aux XIIIe siècle est depuis 2018 le lieu d'un spectacle animé avec le concours de professionnels, d’acteurs et figurants bénévoles[28].
- L'église de Saint-Vital[29] (édifice roman, compléments gothiques), classée au titre des monuments historiques en 1907[30].
- La maison Raynaud, classée partiellement au titre des monuments historiques[31].
- Croix de Lacussol, du XVe siècle, classée au titre des monuments historiques en 1907[32].
- Croix de Grazac, au hameau de Grazac, du XVIe siècle, inscrite au titre des monuments historiques en 1930[33].

### Personnalités liées à la commune
- Antoine II de La Tour Saint-Vidal (1540?-1591), gouverneur (1567-1589) et sénéchal du Gévaudan, gouverneur du Velay pendant les guerres de Religion, capitaine de cinquante hommes d'arme, grand maître de l'artillerie de la Ligue catholique.
- Francis de Saint-Vidal (1840-1900) est l'auteur du monument d'Alphonse de Neuville au cimetière de Montmartre (buste de l'artiste et statue de femme affaissée, symbole de la France en deuil, en marbre) et de la statue de Carpeaux au musée de Versailles. Il a aussi dessiné la fontaine située sous la tour Eiffel à l'origine.
- Vianney d'Alançon propriétaire de la Forteresse de Saint-Vidal.